# Дакномания
Дакномания (от др.-греч. δάκνω — кусать, μανία — влечение, страсть, безумие) — склонность кусать окружающих и самого себя.
Со временем, в связи с императивными (вербальными) галлюцинациями, а также с синдромом Кандинского-Клерамбо, может преобразоваться в склонность импульсивного, а также насильственного характера.
Кататонический вид дактомании носит рефлекторный характер. Данный вид дактомании проявляется, в частности, у годовалых детей. Основной причиной этого является регрессия на раннем уровне психологического функционирования. К примеру, дети на втором полугодии после рождения начинают кусать различные предметы.
В нередких случаях дакномания считается патологическим явлением.